# 波蒂奇 (密歇根州)
波蒂奇（英語：Portage）是一個位於美國密歇根州卡拉馬祖縣的城市。

## 人口
根據2020年美國人口普查的數據，波蒂奇的面積為91.30平方千米，當中陸地面積為83.64平方千米，而水域面積為7.66平方千米。當地共有人口48891人，而人口密度為每平方千米535人。